# Riassunto
Il riassunto, anche detto estratto o compendio, è una sintesi esplicativa dei contenuti di un testo, esposti nel loro significato sostanziale. Le forme del riassunto sono le più svariate, dal cosiddetto abstract al riassunto considerato come attività scolastica.

## Requisiti principali
Ci si attende in genere da un riassunto che:
- sia considerevolmente più breve rispetto al testo originale, pur riportando gli elementi principali del testo di partenza;
- non contenga commenti personali da parte di chi riassume;
- sia comprensibile tanto a chi ha letto il testo originale quanto al lettore che non ne è a conoscenza;
- venga scritto in forma autonoma.

Un riassunto dovrebbe inoltre soddisfare i requisiti di coesione e coerenza come qualsiasi altro testo.

## Tecniche per ottenere un riassunto
Confrontando il testo originale con il suo riassunto si osservano le seguenti differenze:
- la riformulazione più o meno breve di parti importanti;
- la cancellazione o oscuramento di contenuti ritenuti secondari (dettagli, ripetizioni);
- la sintesi in un solo enunciato di diversi elementi presenti nel testo di partenza. Per esempio: dopo varie peripezie..., nonostante numerose critiche..., non senza alcune difficoltà..., usando diversi mezzi di trasporto...; con il processo di sintesi, l'uso di parole di significato più generico, i cosiddetti  iperonimi.

Le attività di riscrittura si possono realizzare, secondo le raccomandazioni di diverse pubblicazioni scolastiche, seguendo un semplice procedimento:
1) leggere il testo con attenzione, una o più volte;
2) annotare le informazioni importanti su un foglio, limitandosi a fare dei brevissimi appunti composti da poche parole singole: si tratta delle cosiddette parole chiave;
3) chiudere poi il libro in cui si trova il testo originale (o comunque fare in modo di non tener conto della sua concreta formulazione);
4) riscrivere infine il testo in parole proprie con il solo aiuto del foglio e della propria memoria;
5) a riassunto terminato, rileggere il testo originale, ma solo per controllare.
Per la stesura del riassunto di un testo particolarmente lungo, si raccomanda spesso di dividere in parti più brevi il testo (segmentazione in sequenze), poi di trovare dei titoli per le varie sequenze e di usare questi titoli come aiuto.
Qualsiasi tecnica si scelga, l'abilità principale consiste sempre nel mettere in evidenza le informazioni rilevanti, per poi operare la riformulazione con l'opportuno uso dei connettivi: più tardi... poi... quindi... dato che... siccome... anche se... ma... d'altro canto..., ecc.

## Caratteristiche formali
Dato il carattere obiettivo e sintetico dei riassunti, sono tipici i seguenti fenomeni:
- l'uso della terza persona,[1] che viene incontro alla necessità di una prospettiva neutrale in cui né il lettore né l'autore del riassunto siano necessariamente coinvolti;
- l'uso del discorso indiretto:[2] al posto di Maria disse a tutti  "uscite!", si scrive Maria disse a tutti di uscire evitando il più possibile il discorso diretto; la sostituzione del discorso diretto con quello indiretto risponde ad esigenze di semplicità come si ritrovano nei riassunti; secondariamente, si evita di ripetere alla lettera ciò che è stato scritto nel testo originale.

Le suddette caratteristiche stilistiche e grammaticali vengono in genere considerate obbligatorie.
Si osservano assai spesso, tra l'altro, i seguenti fenomeni:
- un uso moderato di aggettivi[3]  o di altri elementi lessicali caratterizzanti o accompagnati da una particolare connotazione, parole queste spesso legate ad una sorta di giudizio.
- lo stile nominale,[4] il quale contribuisce a sintetizzare il testo. Al posto di Maria sostiene che è praticamente impossibile che Roberto ritorni si potrà scrivere Maria sostiene l'impossibilità del ritorno di Roberto.
- il presente storico;[5] infatti, il più delle volte si rinuncia all'uso di tempi come il passato prossimo, il passato remoto e l'imperfetto anche nel riassunto di testi che sono ancorati nel mondo del passato. Questo accorgimento può contribuire al processo di semplificazione.